# 마셜어

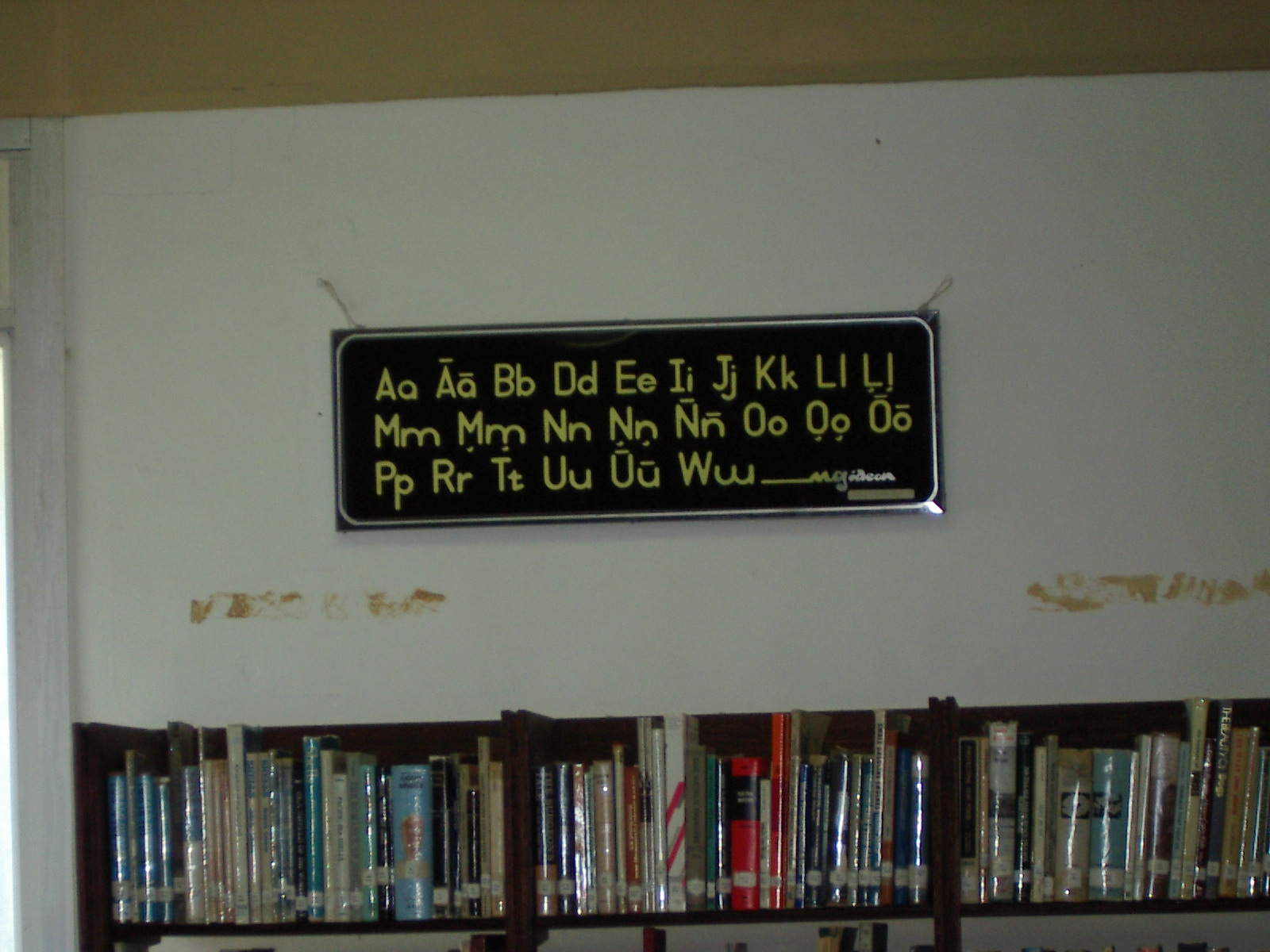

마셜어(Kajin M̧ajeļ, Ebon, 영어: Marshallese)는 미크로네이아 어군에 속하는 마셜 제도의 공용어이다. 화자들은 대부분 마셜 제도에 있으며, 미국과 나우루를 포함한 다른 나라의 마셜 제도 출신자들도 사용한다.

## 분류
마셜어는 오스트로네시아어족의 오세아니아어군에 속하는 미크로네시아어군의 일원이다. 마셜어와 가장 언어계통학적으로 가까운 언어들은 추크어, 키리바시어, 코스라에어, 나우루어, 폰페이어 등이다.

## 음운론
마셜어의 자음은 각각 구개음화, 원순음화, 연구개음화 등, 이차조음을 가진다. 구개음화된 자음들은 '가벼운 자음', 원순음화 또는 연구개음화된 자음들은 '무거운 자음'이라고 불린다.
마셜어의 자음은 다음과 같다.
|        | 양순음   | 양순음     | 설단음   | 설단음     | 설단음   | 설배음     | 설배음   |
|        | 구개음화 | 연구개음화 | 구개음화 | 연구개음화 | 원순음화 | (연구개음) | 원순음화 |
| ------ | -------- | ---------- | -------- | ---------- | -------- | ---------- | -------- |
| 파열음 | pʲ       | pˠ         | tʲ       | tˠ         |          | k          | kʷ       |
| 비음   | mʲ       | mˠ         | nʲ       | nˠ         | nʷ       | ŋ          | ŋʷ       |
| 유음   |          |            | rʲ       | rˠ         | rʷ       |            |          |
| 설측음 |          |            | lʲ       | lˠ         | lʷ       |            |          |
| 접근음 |          |            | j        |            |          | (ɰ)        | w        |

- 마셜어에는 유/무기성이 변별적 자질로 존재하지 않는다. 그러나 파열음은 모음 사이나 이중 자음이 아닐 경우에 변이음으로 유성음화된다.[4]
- /tʷ/는 음운으로 발견되지 않는다.
- /tʲ/는 자유 변이음으로  [tʲ], [t͡sʲ], [sʲ], [t͡ɕ], [ɕ], [c], 또는 [ç]를 가지고, 이들의 유성음화된 형태로 나타나기도 한다.[5][6] 어중에서 이중 자음이 아닐 때 [zʲ] 또는 [ʑ]등으로 나타나기에, 외래어의 치찰음을 표기할 때 쓰인다.[7]
- 접근음 /j ɰ w/는 다양한 환경에서 소멸한다. 특히 인접한 모음을 후설모음, 원순모음으로 동화시킨다. 마셜어의 모음은 원순성과 모음의 전설/후설성을 변별적 자질로 갖지 않기에, 음성학적으로 드러나는 모음들의 상태를 설명하기 위해 이 자음들의 존재가 사용된다. 특히, /ɰ/는 표면적으로 드러나지 않고, 오직 서술된 현상을 나타내기 위해 사용된다.
- 설배음은 연구개음과 구개수음 사이로, IPA로는 [k̠ ɡ̠ ŋ̠ k̠ʷ ɡ̠ʷ ŋ̠ʷ]로 표기할 수 있다. 모든 설배음은 '무거운 자음'이다.

### 참고자료
- Choi, John. 《Phonetic Underspecification and Target Interpolation: An Acoustic Study of Marshallese Vowel Allophony》.
- Rudiak-Gould, Peter. 《Practical Marshallese》.
- Abo, Takaji; Bender, Byron; Capelle, Alfred; DeBrum, Tony (1976). 《Marshallese–English Dictionary》. University Press of Hawai‘i. 2012년 12월 29일에 확인함.
- Bender, Byron (1968). “Marshallese Phonology”. 《Oceanic Linguistics》 7 (1): 16–35. doi:10.2307/3622845. JSTOR 3622845.